# Thomas Mayer (Fußballspieler, 1984)
Thomas Mayer (* 6. Februar 1984 in Schwabmünchen) ist ein ehemaliger deutscher Fußballspieler. 

## Karriere
Mayer spielte bis 2004 für den FC Augsburg. Dann wechselte er zum bayrischen Oberligisten TSV Aindling. Nach drei Jahren ging der Abwehrspieler in die Regionalliga zum SV Wacker Burghausen. Bei diesem verschoss er im August 2007 beim Elfmeterschießen gegen den FC Bayern München einen Elfmeter, was zum Ausscheiden der Burghauser aus dem Pokal führte. Im September des Jahres zog sich Mayer eine schwere Verletzung zu, woraufhin er länger pausieren musste. 2009 ging er zum SSV Reutlingen. Dort wurde sein auslaufender Vertrag nicht verlängert. Bis Februar 2011 war Mayer vereinslos, ehe er beim TSV Gersthofen spielte. Zur Saison 2011/12 wechselte Mayer zum ASV Neumarkt.

## Sonstiges
Während seiner Zeit in Reutlingen belegte Mayer erfolgreich einen Fernlehrgang zum Sportfachwirt.